# 学術出版における利益相反

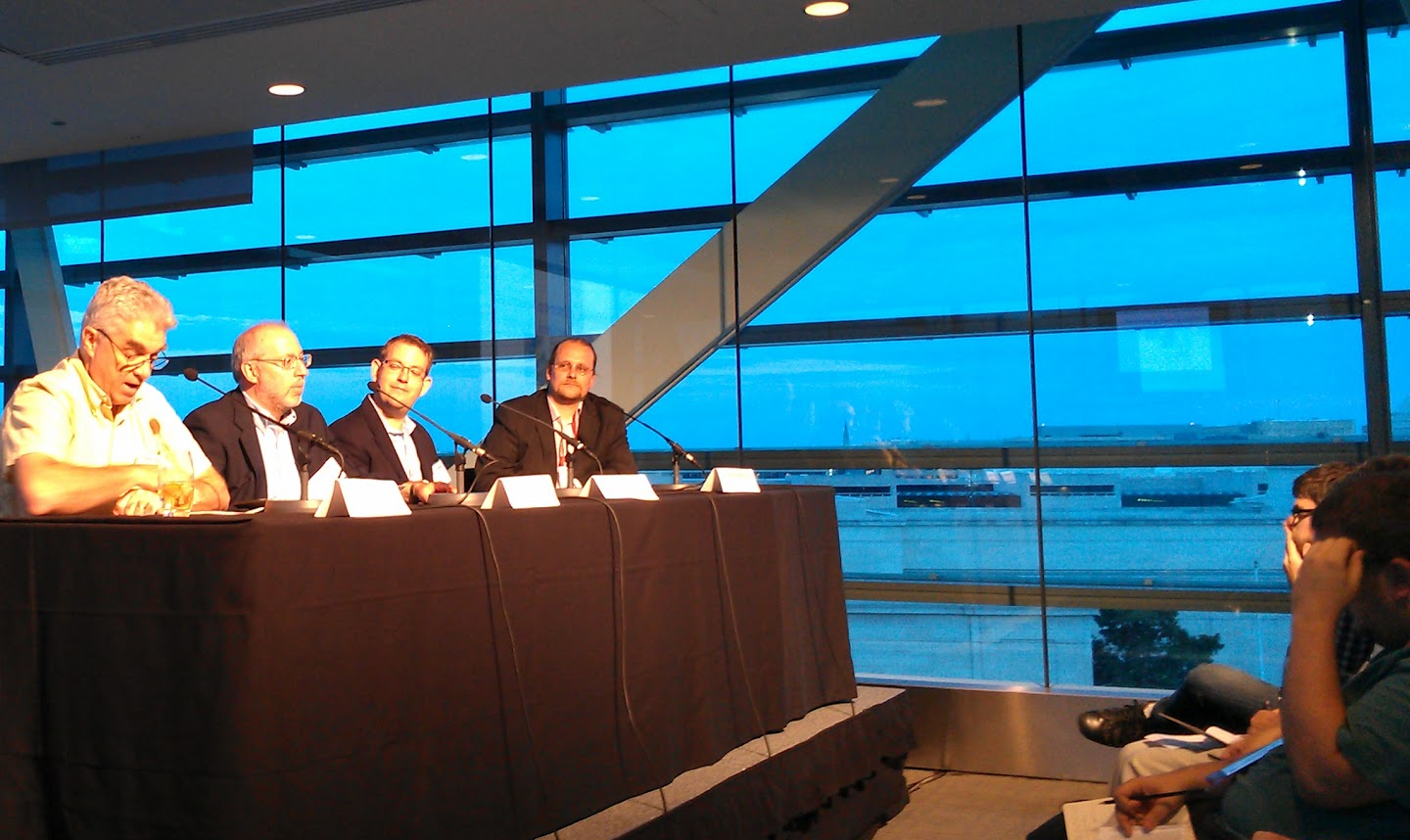
利益相反は、ウィキペディアで引用される学術誌の論文の信頼性を低下させる。2012年にスポンサー提供の視点パネルは、この問題を議論した。

利益相反(COI)は、学術出版でしばしば生じる。そのような利益相反は、おそらく不正行為の原因となり、不正行為をより生じやすくさせるかもしれない。学術出版の倫理的基準は、利益相反を回避したり利益相反に対処したりするために存在する。学術出版は、新しい倫理基準を開発し続けている。倫理基準は学術誌ごとに異なり、不均一に適用される。International Committee of Medical Journal Editors (ICMJE)によれば、"著者は、著者が原稿を投稿する学術誌の公正、歴史、業務、評判を評価する責任がある。"
利益相反は、バイアスの発生しやすさを増やす。利益相反は、(その利益相反が公開された場合であっても)研究の質や公共の利益に害を与える。学術出版における利益相反には、研究のスポンサー、著者、学術誌、学術誌スタッフ、出版社、査読者が深く関わっている。

## 回避、開示、追跡
利益相反の回避や利益相反を回避しやすくする目的での組織構造の変更は、しばしば提唱されている。組織の倫理指針で、学者が特定の種類の利益相反を得ることを禁止する場合がある。例として、学者がそれらの人々の業績に関連した企業から贈り物を受け取ることを禁止することがある。利益相反の管理に関する倫理教育も、利益相反の問題を回避する手段である。
利益相反の公表は1980年代から議論されてきた。公開することが望ましいという一般的なコンセンサスがある。利益相反に関する懸念や利益相反を減らすための施策のいくつかは過剰であるという見方もある。
利益相反の公開ポリシーに対する以下の批判がある。
- 利益相反を公開した著者らは、利益相反を埋め合わせるために、より偏った仕方で研究を提示するかもしれない[3]。
- 利益相反の公開は、学術と産業の好ましい協同を阻害するかもしれない[5]。
- 利益相反の公開は、研究に対する公的な信頼を減らすかもしれない[5]。
- 利益相反を公開した研究者は、非道徳的に行動する資格を得たと感じるかもしれない[5][6]。
- 利益相反の公開は、正直さや専門性を示唆するものと受け取られるかもしれず、それゆえ信頼が増すかもしれない[5]。
- 特定の種類の利益相反は、他の種類の利益相反よりも通知されない、あるいは、報告されないかもしれない[5]。
- 利益相反を認識することは、バイアスに影響されることを妨げないかもしれない。一般的に、人々は偏った助言を割り引いて解釈する程度が不十分である[5][6]。
- 利益相反の公開は、業績のもたらす長所を純粋に評価することを妨げる[5]。
- 利益相反の公開は、不正に関する厳格な調査をもたらす[5]。

利益相反の公開は広く好まれる。一方で、他の利益相反を管理するための施策はより狭い範囲の支持を受けている。いくつかの出版物によると、特定の利益相反を持つ人々から特定の研究における役割を果たす資格を剝奪すべきであるという意見がある。例として、薬剤の検査は、薬剤の開発に関わっていない人々、かつ、薬剤の製造業者から資金提供を受けていない人々のみが行うべきであるという意見である。
利益相反は統計学的な交絡因子とみなされる。交絡因子は、可能である限り正確に測定され、解析されるべきであり、機械可読性がある仕方で利益相反を公開する必要がある。

## 行動規範
学術誌はそれぞれの倫理指針や行動規範を持つ。いくつかの学術誌に共通した自主基準がある。ICMJE（International Committee of Medical Journal Editors）は、Recommendations for the Conduct, Reporting, Editing, and Publication of Scholarly work in Medical Journalsという指針を発表し、この指針に従うことを誓約した学術誌の一覧も発表した。このガイドラインは、著者によって公表された利益相反に関する詳細な規則を定めている。このガイドラインには「査読の過程や出版の過程に関わるすべての参加者(学術誌の著者、学術誌の査読者、学術誌の編集者、学術誌の編集委員会のメンバー)は、それらの人々が査読の過程や出版の過程で役割を果たす際に、利益相反を考慮すべきであり、また、それらの人々は潜在的な利益相反とみなされるすべての関係を公表すべきである。」と記載されている。この推奨は批判され、利益相反の非公表を許容する抜け穴を削除するために改訂された。
科学編集者協議会は出版倫理に関する白書を出版した。ICMJEの出版物に記載された「査読の過程と出版の過程に関わる全ての関係者は、潜在的な利益相反とみなされるすべての関係を公表すべきである」という文を引用しながら、この白書はスポンサー、著者、査読者、学術誌、編集スタッフの利益相反を公表することを強く推奨している。
適正な出版実践(GCP)ガイドラインは、企業がスポンサーとなった医学研究をカバーするものであり、医学出版専門家の国際学会によって発表された。

## 利益相反に関する虚偽の申告
利益相反の公表の失敗は状況に依存し、汚職や学業不正の一種とみなされるかもしれない。

## 追加資料
- Academic authorship
- メタサイエンス
- Research Integrity Risk Index